# Boulou Ferré
Boulou Ferré, pseudonimo di Jean-Jacques Ferret (Parigi, 24 aprile 1951), è un chitarrista e compositore francese jazz manouche, anche arrangiatore e improvvisatore. È il fratello di Elios Ferré, anche lui musicista jazz, con il quale ha suonato per una larga parte della sua carriera. Oltre al jazz si è dedicato alla musica classica. È considerato uno dei più grandi musicisti contemporanei della tradizione manouche (gypsy jazz).

## Carriera musicale
Boulou Ferré è nato a Parigi e proviene da una famiglia di musicisti. Suo padre, Matelo Ferret, e suo zio, Baro Ferret, suonavano con Django Reinhardt nel Quintette du Hot Club de France. All'età di sette anni riuscì a suonare alla chitarra gli assoli del sassofonista Charlie Parker, a dieci anni diede il suo primo concerto ed all'età di dodici anni registrò il suo album di debutto.
Nel 1962 Ferré si iscrisse al Conservatorio di Parigi, prendendo lezioni di pianoforte, chitarra classica e organo, quest'ultimo sotto la supervisione di Olivier Messiaen. Dopo il Conservatorio, divenne organista in una cattedrale di Parigi e sviluppò il suo stile di improvvisazione e composizione jazz.
A 13 anni, Ferré suonò con John Coltrane al festival Jazz à Juan di Antibes. Nel 1966 registrò l'album Paris All-Stars con Michel Gaudry, Maurice Vander e Eddy Louiss. Nel 1969 invece suonò con il sassofonista Dexter Gordon, il bassista Patrice Caratini e il batterista Philly Joe Jones. Negli anni '70 la sua fama crebbe molto ed arrivò a suonare con personalità come Bob Reid, Chet Baker, Steve Lacy, Gunter Hampel, Kenny Clarke, Warne Marsh, Svend Asmussen e Louis Vola.
Nel 1974 Ferré formò la Corporation Gypsy Orchestra con Steve Potts, Christian Escoudé e il pianista Takashi Kako. Il gruppo incise per SteepleChase nel 1979. Formò il Trio Gitan con Escoudé e Babik Reinhardt e nel 1988 con Philippe Combelle.
Il 10 aprile 2012, Boulou è stato nominato Cavaliere dell'ordine delle arti o delle lettere da Frédéric Mitterrand, ministro della Cultura francese.

## Discografia
- The 13 Year Old Sensation from France (4 Corners of the World, 1965)
- Boulou et Les Paris All Stars (Barclay, 1966)
- Espace con Gunter Hampel (Birth, 1970)
- Pour Django with Elios Ferré (SteepleChase, 1979)
- Gypsy Dreams with Elios Ferré (SteepleChase, 1980)
- Trinity con Niels-Henning Orsted Pedersen, Elios Ferre (SteepleChase, 1983)
- Three of a Kind con Christian Escoude, Babik Reinhardt (JMS, 1985)
- Nuages con Elios Ferre, Jesper Lundgaard (SteepleChase, 1986)
- Relax and enjoy (SteepleChase, 1987)
- Confirmation (SteepleChase, 1989)
- Guitar Legacy (SteepleChase, 1991)
- New York, New York (SteepleChase, 1997)
- Intersection con Elios Ferré, Alain Jean-Marie (La Lichere, 2002)
- The Rainbow of Life (Bee Jazz, 2003)
- Shades of a Dream (Bee Jazz, 2004)
- Parisian Passion (Bee Jazz, 2005)
- Live a Montpellier con Elios Ferre (Le Chant Du Monde, 2007)
- Brothers to Brothers con Elios Ferre (Plus Loin, 2008)
- Django 100 (JMS, 2009)
- Solo (JMS, 2013)
- La Bande Des Trois con Elios Ferre (Label Ouest, 2015)